# Animisme
L'animisme és la creença que les coses no humanes tenen una essència espiritual. Els neopagans moderns sovint descriuen el seu sistema de creences com a animista. El panteisme, doncs, iguala Déu amb l'existència. L'animisme està present sobretot a l'Àfrica, al sud-est d'Àsia i al Carib, on es barreja amb altres creences.

L'animisme acostuma a pensar que les ànimes sobreviuen al cos i passen a un món millor o paradís. Algunes comunitats creuen en la reencarnació, i així les ànimes dels éssers i objectes que avui envolten la gent podien ser persones en altres vides, fins i tot coneguts, per la qual cosa proclamen que cal cuidar especialment la relació amb l'entorn, per respectar aquests esperits.

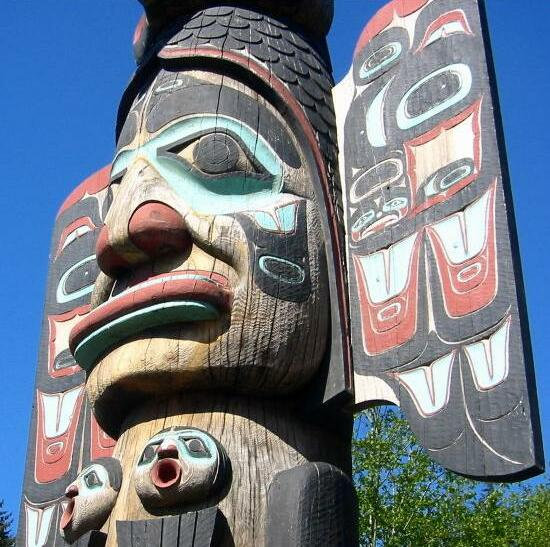
Tòtem amerindi

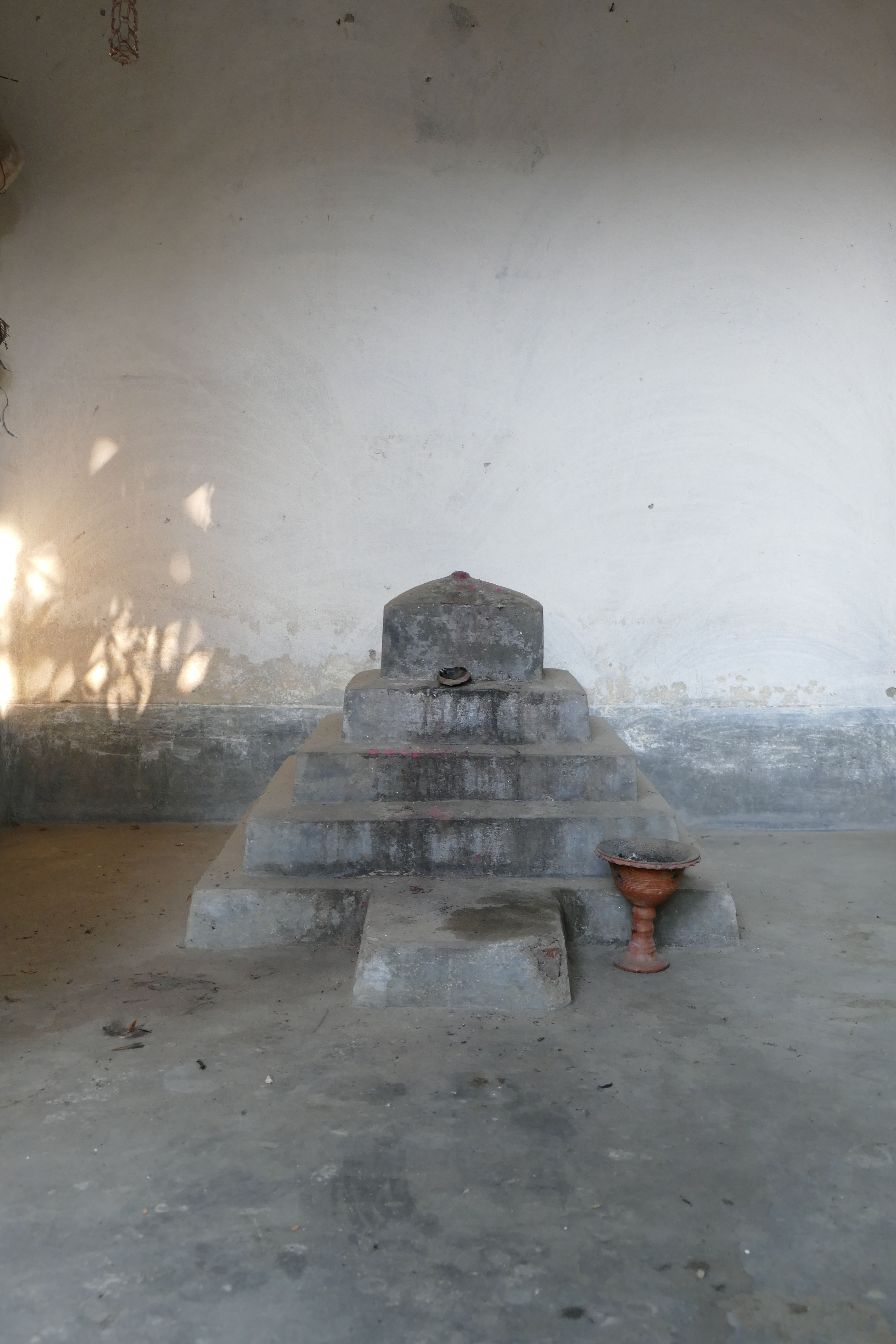
Lloc sagrat en un poble de Santhal al districte de Dinajpur, Bangladesh.

Els cultes animistes donen molta importància a la màgia, als rituals mortuoris i als somnis. En determinats indrets, es lliga també al vudú i al xamanisme.
A banda de la religió, hi ha traces d'animisme en molts sistemes de filosofia, com en Plató, Leibniz o l'escolàstica. L'hilozoisme podria ser una variant d'aquest sistema conceptual. Edward Tylor, un dels principals estudiosos del tema, intenta buscar la justificació racional i social que porta a l'expansió de l'animisme. Els seus adversaris li retreuen que no ajudi a esborrar el tòpic que assimila animisme a incultura o a poble primitiu.
Es troben indicis d'animisme a l'Àfrica, sud del Sàhara, Austràlia, Oceania, sud-est i centre d'Asia i tota Amèrica. L'arqueologia i l'antropologia estudien l'animisme actualment present en les cultures indígenes. Alguns conceptes antics sobre l'ànima es poden analitzar a partir dels termes amb què aquesta és denominada: per exemple, els lectors de Dant coneixen la idea que els morts no tenen ombra, la qual cosa no és una invenció del poeta, sinó una noció que prové del folklore anterior al cristianisme. A les Illes Canàries, els aborígens guanxes professaven una religió animista (mitologia guanxe).